# Verkiezingen in Libanon
Nationale Vergadering (مجلس النواب, Assemblée Nationale Libanaise). De Nationale Vergadering telt 128 zetels. 64 van de zetels zijn gereserveerd voor Christenen en 64 voor Moslims.
Libanon is een democratie en kent een meerpartijenstelsel. Geen enkele partij heeft ooit een meerderheid in het parlement verkregen (sterker nog, geen enkele partij heeft ooit meer 12,5% van de zetels in het parlement gehad). Er worden dus altijd coalitieregeringen gevormd.
Om op een lijst te staan van een politiek partij, betekent niet dat men ook lid is van die partij. Wel moet men geaffilieerd zijn met de partij. Zo zijn er bijvoorbeeld 2 Grieks-katholieken en 1 Druze lid van het parlement namens de overwegend sjiitische Amal.

## Verkiezingen 2005
De laatste verkiezingen in Libanon vonden tussen 29 mei en 20 juni 2005 plaats.

### Aanloop naar de verkiezingen
Op 28 februari 2005, veertien dagen na de moord op oud-premier Rafik Hariri en tijdens de Cederrevolutie, diende de pro-Syrische premier Omar Karami zijn ontslag. Hij wilde een mogelijke motie van wantrouwen van de oppositie niet afwachten. Het kabinet bleef echter wel aan, namelijk als demissionair kabinet. Tien dagen na zijn aftreden, toen er grote pro-Syrische demonstranties plaatsvonden in Beiroet, benoemde president Émile Lahoud Karami tot formateur. Hij trachtte een "regering van nationale eenheid" te vormen en deed een beroep op alle partijen om tot de regering toe te treden. Hoewel een meerderheid aan parlementariërs bereid was een "regering van nationale eenheid" te steunen, lukte het Karami niet om een kabinet te vormen. Op 13 april trad hij alsnog af. Op 15 april benoemde president Lahoud Najib Mikati tot premier. Het door hem gevormde kabinet had tot taak verkiezingen voor te bereiden.

### De verkiezingen
De verkiezingen vonden tussen 29 mei en 30 juni 2005 plaats en werden gewonnen door de anti-Syrische Lijst van Martelaar Rafik Hariri van Saad Hariri, zoon van wijlen Rafik Hariri. De Lijst van Martelaar Rafik Hariri, een brede coalitie, kreeg 72 van de 128 zetels. De pro-Syrische Ontwikkeling- en Weerstandsblok (o.a. Amal en Hezbollah) kreeg 35 zetels, terwijl de neutrale Vrije Patriottische Beweging onder generaal Michel Aoun 21 zetels kreeg.

### Uitslagen
| Coalitie | Coalitie                        | Zetels | Partijen | % | Zetels          |
|          | Lijst Martelaar Rafik Hariri    | 72     | Courant du Futur (Tayyar Al Mustaqbal) Progressieve Socialistische Partij (Hizb al-Taqadummi al-Ishtiraki) Forces Libanaises Qornet Shehwan - Falangistische Partij (Hizb al-Kataeb) - Nationaal-Liberale Partij (Hizb el-wataniyin el-ahrar) - Onafhankelijken Tripoli Blok Democratische Vernieuwing Beweging van Linkse Democraten Onafhankelijken | - | 36 16 5 6 3 1 4 |
|          | Weerstand- en Ontwikkelingsblok | 35     | Amal (Harakat Amal) Hezbollah Syrische Socialistische Nationale Partij (al-Hizb al-Qawmi al-souri al ijtima'i) Ba'ath-partij (Hizb al-Ba'th) Kataeb Pakradouni (Falange Pakradouni) Onafhankelijken | - | 15 14 2 1 2     |
|          | Aoun Alliantie                  | 21     | Vrije Patriottische Beweging (Tayyar Al-Watani Al-Horr) Skaff Blok Murr Blok | - | 14 5 2          |
| Totaal   | Totaal                          | 128    | |   | 128             |